# St Mark’s Tower

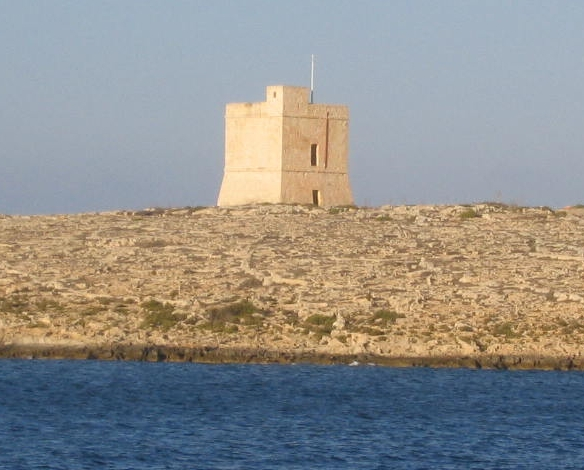
St Mark’s Tower

Der St Mark’s Tower, auch Qalet Marku Tower, ist eine während der Zeit der Herrschaft des Johanniterordens in den Jahren 1658/59 erbaute Befestigungsanlage auf Malta. Der Turm steht auf einer Qrejten Point genannten Landzunge an der Nordküste der Insel Malta in der Nähe des Ortes Naxxar.
Der Turm wurde zwischen März 1658 und Juli 1659 in einer Reihe von dreizehn Wachtürmen errichtet, die während der Herrschaft des Großmeisters Martin de Redin von 1657 bis 1660 erbaut wurden. Nach ihm werden diese Türme auch als de Redin Towers bezeichnet. Im Vergleich zu den 1609 bis 1614 erbauten Wignacourt Towers hatte sich die Aufgabe dieser Türme geändert. Wesentlich kleiner gebaut und schwächer bewaffnet, dienten sie vorrangig als Beobachtungsposten, von denen bei Annäherung einer gegnerischen Flotte die Garnison in Valletta und an anderen Orten alarmiert werden sollte. Dazu waren die Türme zusammen mit den Wignacourt Towers und den Lascaris Towers auf Sichtweite zueinander angeordnet, so dass bei Tag und Nacht optische Signale übermittelt werden konnten. Der Turm hat eine direkte Sichtverbindung zum Għallis Tower im Westen und zum Madliena Tower im Osten. Die Baukosten des Turms beliefen sich auf 408 Scudi.
Wie auch alle anderen de Redin Towers, hat der St Mark’s Tower einen quadratischen Grundriss. Die Seitenlänge beträgt rund 8 Meter, die Höhe ungefähr 12 Meter. Der Turm hatte zwei Stockwerke, dabei hat das untere Stockwerk die Form eines Pyramidenstumpfes. Im Untergeschoss befand sich ein größerer, fensterloser Lagerraum. Der Zugang zum Turm erfolgte über eine einziehbare hölzerne Leiter zum Raum im ersten Geschoss. Das Dach des Turmes war mit einer niedrigen Brustwehr versehen, über die eine Kanone abgefeuert werden konnte. Das Dach wurde über eine teilweise in die Wand gebaute Wendeltreppe links neben dem Eingang erschlossen.
Zu Beginn des 18. Jahrhunderts wurde in unmittelbarer Nähe des Turms ein Redoubt angelegt. Diese Anlagen wurden von den Rittern des Ordens an verschiedenen Küstenabschnitten als weitgehend standardisierte Bauten angelegt. Die fünfeckigen Redoubts hatten eine niedrige Brustwehr, einen umlaufenden Graben und an der Rückseite ein Blockhaus, das als Lager und Unterkunft diente. Eine Inspektion des Turmes 1743 stellte fest, dass der Turm nicht einsatzbereit war. 1793 wurde die Ausrüstung des Turms mit einer kleinen 3-Pfünder-Kanone angeordnet.
Während der britischen Kolonialherrschaft wurden diese Türme anfänglich noch genutzt. Captain Dickens schlug 1813 vor, die Türme zu verstärken und die Küstenbefestigungen des Ordens auszubauen. Diese Pläne gelangten jedoch nicht zur Ausführung. 1828 schlug Captain Jones von den Royal Engineers den Abbruch aller Türme vor. Er begründete seinen Vorschlag damit, dass die Türme einem Beschuss mit moderner Artillerie nicht lange standhalten würden, ein Ausbau jedoch zu aufwändig wäre. Der bauliche Zustand der Türme hatte sich in den zurückliegenden Jahren verschlechtert, einige waren in einem ruinösen Zustand, andere bedurften der Instandsetzung. 1832 verfügte Colonel Morshead, Chief Royal Engineer, den Abbruch aller Türme. Letztendlich wurde von einem Abriss Abstand genommen und die vorhandenen Türme wurden an die lokalen Behörden übergeben.
Der Turm befindet sich im Eigentum der maltesischen Regierung und wird von der Dín l-Art Ħelwa verwaltet. Er ist unter der Inventarnummer 34 in der Liste der Kulturgüter von Malta aufgeführt.